# Cymakra
Cymakra é um gênero de gastrópodes pertencente à família Mitromorphidae.

## Espécies
- Cymakra baileyi McLean & Poorman, 1971
- Cymakra dubia (Olsson & McGinty, 1958)
- Cymakra granata McLean & Poorman, 1971
- †Cymakra poncei J. Gardner, 1937

Espécies trazidas para a sinonímia
- Cymakra torticula (Dall, 1889): sinônimo de Mitromorpha torticula (Dall, 1889)